# Pnikut
Pnikut (ukr. Пнікут) – wieś na Ukrainie, w rejonie jaworowskim (do 2020 roku w rejonie mościskim) obwodu lwowskiego. Wieś liczy 1101 mieszkańców.
Założony w 1359 r. W II Rzeczypospolitej do 1934 samodzielna gmina jednostkowa. Następnie należała do zbiorowej wiejskiej gminy Pnikut w powiecie mościskim w woj. lwowskim.  Po wojnie odłączona od Polski i włączona do Ukraińskiej SRR.
We wsi działa oddział Towarzystwa Kultury Polskiej Ziemi Lwowskiej.

## Mieszkańcy

### Zmiany demograficzne
Od najdawniejszych lat Pnikut zamieszkiwali głównie Polacy. Spośród historycznie najstarszych wymienić należy nazwiska: Czop, Duszakiewicz, Lech, Mazur, Zarański, Skrabka, Pietraka. W bliżej nieokreślonym czasie Kapituła Przemyska sprowadziła do wsi osadników spod Nowego Sącza, pojawiają się rodziny: Głogowskich, Paprockich, Tasowskich, Kosowskich, Mazurów.
Około 1800 roku wieś zamieszkują 722 osoby. Kolejny spis sporządzony w 1880 roku mówi o 196 domach na terenie wsi w których mieszkało 1113 osób. W liczbie tej 1111 było Polakami a 2 narodowości ruskiej, zaś ze względu na wyznanie: 1055 to członkowie Kościoła rzymskokatolickiego, 17 to grekokatolicy a 41 to zwolennicy wyznania mojżeszowego. Dziesięć lat później w kolejnym spisie zanotowano 1298 osób, a po kolejnych dziesięciu latach, w 1900 roku – 1489 mieszkańców. Według spisu powszechnego z 1921 roku we wsi mieszkało 1453 Polaków i 10 Żydów. Nikt nie deklarował narodowości innej. Lata 1930 i 1931 to czas nasilonej emigracji, wieś opuszcza "za chlebem" 86 osób. Według spisu z 1938 roku Pnikut zamieszkuje 1596 osób.

### Rozwój oświaty i kultury
W osiemdziesiątych latach XIX wieku powstaje w Pnikucie pierwsza szkoła prowadzona przez Michała Skwirzyńskiego w jego domu, a przed 1890 rokiem, w budynku zbudowanym przez mieszkańców powstaje szkoła czteroklasowa, której kierownikiem zostaje Jan Filip. Jeszcze przed 1900 rokiem powstało w Pnikucie koło organizacji "Sokół" a w jego ramach zespoły: teatralny, muzyczny, recytatorski i chóralny, natomiast w 1910 roku zbudowano budynek tzw. "Sokolni". Na terenie wsi działał Związek Katolicki do którego należało 320 mieszkańców. W Pnikucie jeszcze przed I Wojną Światową istniała spółdzielnia mleczarska, kółko rolnicze, dwa sklepy, "Ochronka" dla dzieci i kasa Reiffeisena.
W 1921 roku powstaje w Pnikucie Dom Ludowy mieszczący między innymi salkę teatralną wraz z zapleczem i dwie sale wykładowe. Uroczystość otwarcia i poświęcenia domu uświetnił swą obecnością Marszałek Sejmu RP Maciej Rataj. Po śmierci Jana Filipa w 1923 roku nowym kierownikiem szkoły zostaje Włodzimierz Raba, a po nim Stefania Weintraubowa. We wsi działa prowadzona przez Kazimierza Lecha biblioteka. W 1928 roku kierownikiem szkoły zostaje Kazimierz Kwiatkowski, były legionista. Pod jego kierownictwem szkoła zmienia się z czteroklasowej w siedmioklasową.
W okresie okupacji istniała w Pnikucie szkoła w której nauczano w języku polskim, a języka niemieckiego nie uczono wcale. Po wojnie językiem nauczania stał się język ukraiński a dodatkowo nauczano języka rosyjskiego. Dzieci języka polskiego uczono w domach i na lekcjach religii w Kościele.

### Dzieje kościoła

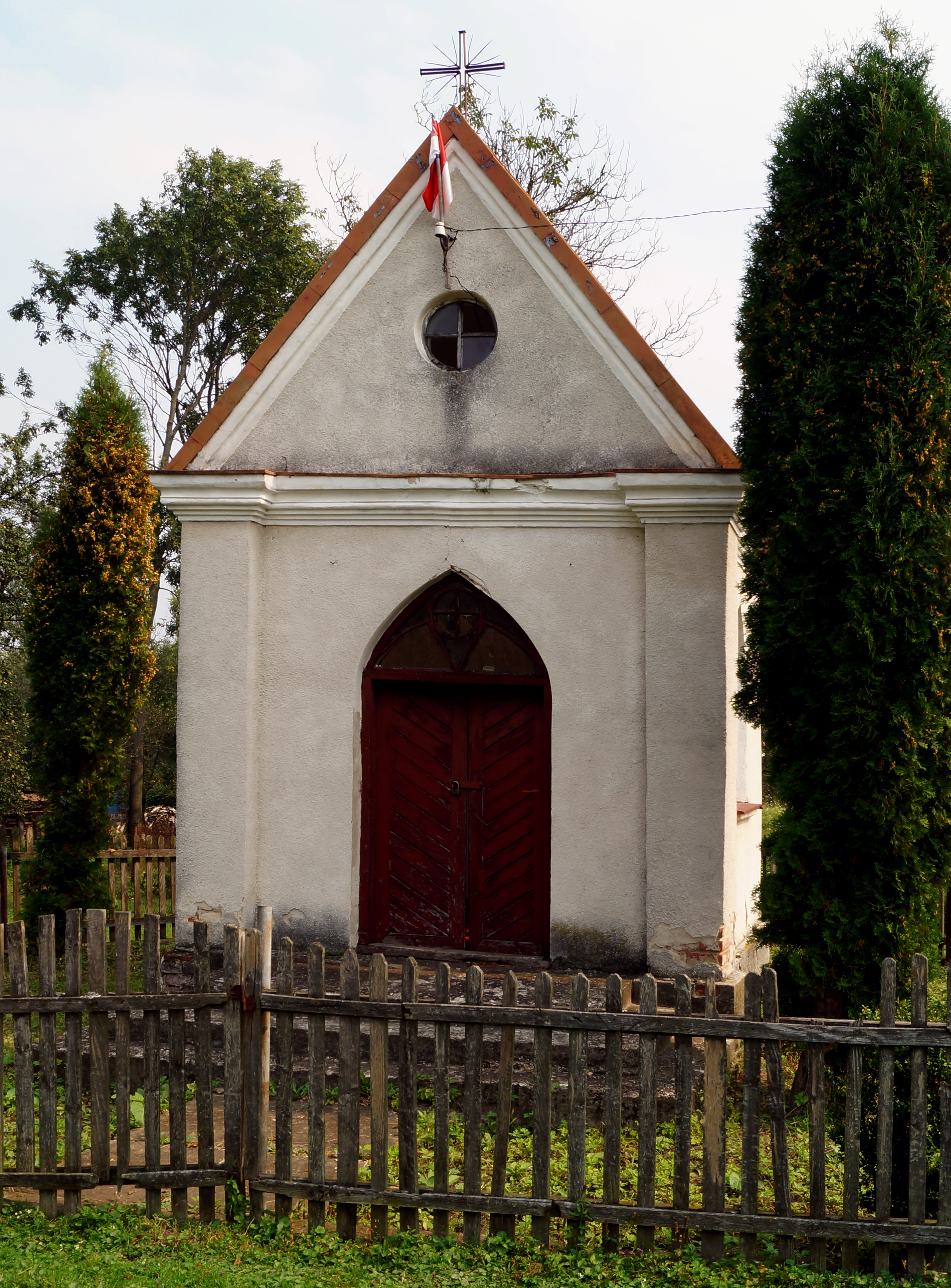
Kapliczka na miejscu starego kościoła

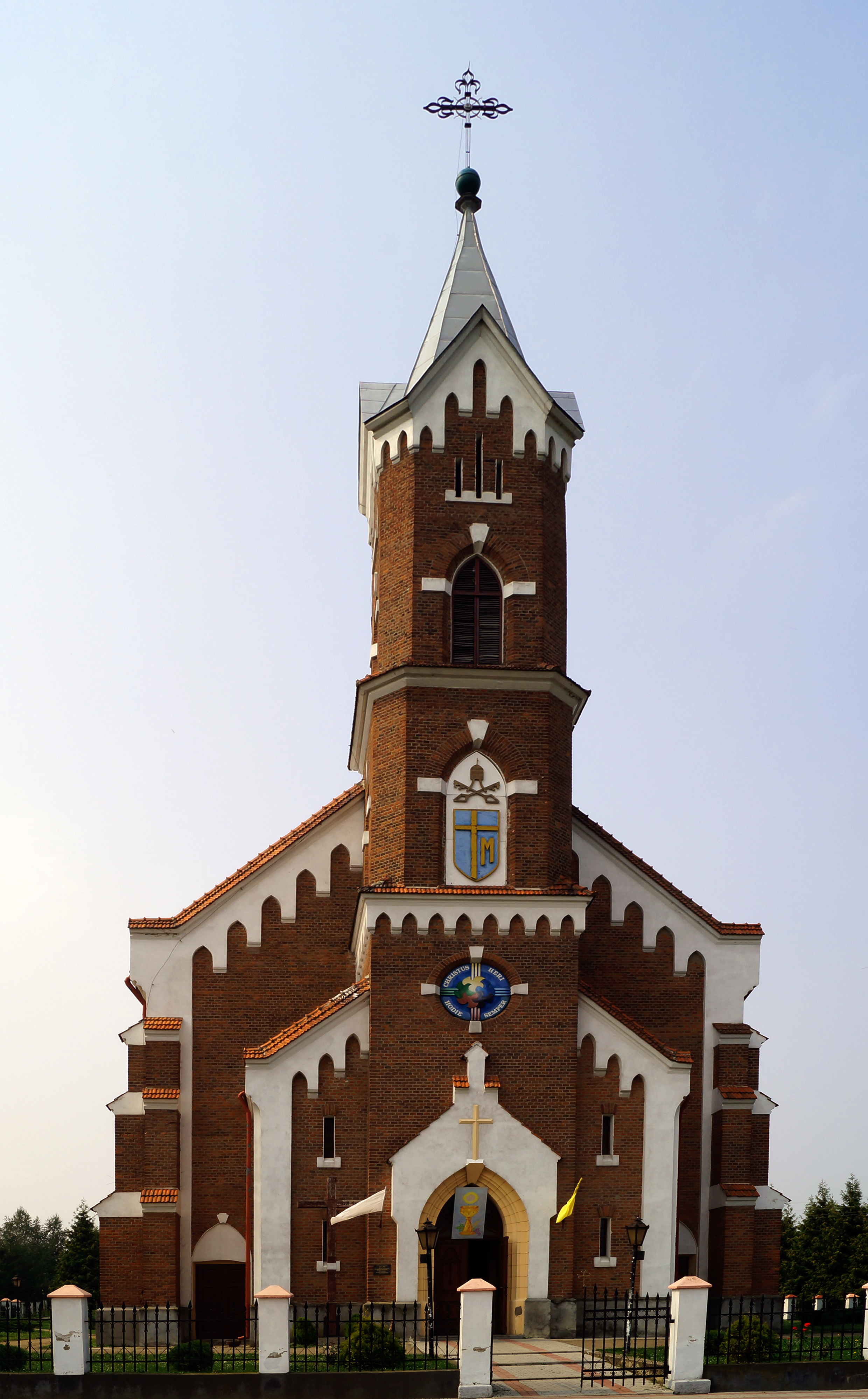
Kościół św. Mikołaja w Pnikucie

Pierwsze wzmianki o kościele rzymskokatolickim w Pnikucie pochodzą z około 1385 roku. Ponad dwieście lat później bo w roku 1611 na miejscu starego kościoła powstaje nowy. Budynek był drewniany, otoczony wałem i fosą z mostem zwodzonym i palisadą. W 1648 roku kościół wraz ze zgromadzonymi w nim ludźmi zostaje spalony przez kozaków. W 1667 roku, na miejscu spalonego powstaje nowy kościół. Świątynia przetrwała prawie sto lat. Z polecenia biskupa Sierakowskiego i z funduszy Kapituły Przemyskiej w 1762 roku rozpoczęto budowę nowego kościoła. Po pięciu latach 27 lipca 1767 roku świątynię konsekrowano. Kościół służył parafii do 1912 roku, po czym został rozebrany i złożony ponownie w 1929 roku, w Laszkach Zawiązanych. Po kościele pozostała kapliczka, istniejąca do dziś.
Na przełomie wieków staraniem proboszcza parafii ks. L. Świtalskiego rozpoczynają się prace nad nową, murowaną świątynią dla Pnikuta. W 1901 r. powstaje projekt kościoła sporządzony przez Maksymiliana Jabłońskiego z Dobromila. W kwietniu 1908 roku rozpoczęto budowę, w październiku 1909 roku pokryto dach kościoła, a latem 1910 roku wytynkowano wnętrze. W dniu 6 grudnia 1912 r. kościół został poświęcony. Po usunięciu zniszczeń z okresu I wojny światowej w 1921 roku kościół powtórnie poświęcono, a w 1927 r. zamontowano trzy nowe dzwony z odlewni Felczyńskich w Przemyślu.
Obecnie w Pnikucie znajdują się dwie świątynie, opisywany kościół św. Mikołaja i cerkiew prawosławna.

## Historia
Według niektórych źródeł Pnikut posiadał magdeburskie prawa miejskie już w XV wieku (wcześniej niż Przemyśl). Pierwsze pewne informacje o Pnikucie pochodzą z 1359 roku. Kilka lat później w 1366 roku, miejscowość Pnekolt (tak nazywał się wówczas Pnikut) nabył Piotr Radciowski, a 8 maja 1385 roku, kolejny właściciel, Piotr Stryjski zapisał Pnekolt (Pnikut) na rzecz biskupów przemyskich. W roku 1402 Kapituła Przemyska sprzedaje sołtystwo we wsi Pnikut Maciejowi, synowi krawca z Kazimierza. Dnia 29 października 1408 roku Władysław Jagiełło uwalnia mieszkańców osiedlających się we wsi Pnikut i od wszelkich danin i ciężarów. Pnikut wraca do Kapituły Przemyskiej w dniu 14 kwietnia 1417 roku, kupiony od "wdowy po Piotrze Fus za 212 grzywien ważnych". Dnia 14 czerwca 1462 r. następuje rozgraniczenie wsi Pnikut, Buchowice i Bolanowice.
Są w Pnikucie miejsca historycznie ważne, nie tylko dla samej wsi. To tutaj miała miejsce regularna bitwa, gdy w 1672 roku podczas kolejnej wyprawy Mohamed IV w sojuszu z Tatarami i Kozakami napadł na wschodnie rubieże Polski w tym ziemię przemyską. Dnia 8 października wspomnianego roku, obciążone łupami i jeńcami trzy ordy tatarskie zostały rozbite przez ochotników z Przemyśla oraz mieszkańców Pnikuta, dowodzonych przez ks. Krystyna Szykowskiego, gwardiana o.o. Reformatów Przemyskich. Po bitwie miejsce pochówku walecznych obrońców nazwane zostało Kalwaryjką i do dzisiaj mieszkańcy zapalają tam znicze w Święto Zmarłych.
W południowo-wschodniej części Pnikuta znajduje się wzniesienie do dzisiaj nazywane "Zamczyskiem". Według ludowych podań mieszkali tam dwaj strażnicy – obserwatorzy, których zadaniem było informowanie mieszkańców o zbliżającym się niebezpieczeństwie. Dziś nie wiadomo, jaki był charakter tego miejsca, czy była to wieża obronna, czy zamek.

### I Wojna Światowa
Okres I Wojny Światowej to przede wszystkim olbrzymie zniszczenia, przestaje istnieć Sokolnia i mleczarnia, część gospodarstw spłonęło lub zostało rozebranych czy zburzonych. Zginęło wielu mieszkańców. Pnikuczanie walczyli na polach wielu bitew. W Legionach: Walenty Miśniak (kawaler orderu Virtuti – Militari), Władysław Dorosz (wielokrotnie odznaczony), Bronisław Kuśnierz, Michał Kuśnierz, Władysław Kuśnierz, Józef Żółkiewicz, Szymon Bazanowski, Bartłomiej Gawron, Błażej Dorosz, Marek Muszak, Ludwik Muszak, Ludwik Folta, Stanisław Czop, Mateusz Wiącek s. Jana, Sylwester Pawłowski, Józef Muszak. W armii Hallera służyli: Jan Miśniak, Franciszek Czerniec, Jan Czerniec, Antoni Czerniec, Fabian Paprocki, Wawrzyniec Gładysz, Jan Ździobek, Franciszek Skrabka, Antoni Dorosz.

### Dwudziestolecie międzywojenne
Po I Wojnie Światowej powstaje komórka Związku Strzeleckiego "Strzelec", powołana zostaje z inicjatywy mieszkańców Kasa Stefczyka, a także tworzy się Ochotnicza Straż Pożarna pod komendą Andrzeja Piwowara. Z inicjatywy księdza Walerego Motyki, powstaje Katolicki Związek Młodzieży Żeńskiej i Męskiej (Akcja Katolicka). Pod przewodnictwem Walentego Miśniaka działa komórka BBWR (Bezpartyjny Blok Współpracy z Rządem). Silną organizacją jest też Stronnictwo Ludowe oraz Związek Młodzieży Wiejskiej "WICI".
Pierwszego sierpnia 1934 roku na mocy ustawy powołano zbiorczą gminę Pnikut. W jej skład wchodzą miejscowości: Buchowice, Chliple, Czyżowice, Hańkowice, Jatwięgi, Krukienice, Ostrożec, Pnikut, Podliski, Radenice, Sudkowice, Wiszenka. W tym czasie parafia Pnikucka składała się z Pnikuta, Buchowic i Pakości. Głównym właścicielem ziemi jest Kapituła Przemyska. W okresie międzywojennym we wsi działałają dwa młyny wodne, olejarnia, trzy warsztaty tkackie, cegielnia, nowoczesna mleczarnia, trzy kuźnie, dziesięciu szewców, trzynastu krawców, trzech rymarzy, dwóch kołodziejów, przewoźnik, dwudziestu fryzjerów, ośmiu stolarzy, dziesięciu cieśli, pięciu murarzy, dwóch blacharzy i jeden studniarz.

### II Wojna Światowa
W połowie września 1939 roku do Pnikuta wkraczają Niemcy w marszu na Lwów. Po agresji ZSRR na Polskę armia niemiecka cofa się i po raz drugi przechodzi przez wieś, a wkrótce po Niemcach przychodzą Rosjanie. W międzyczasie w Pnikucie, w drodze na Węgry stacjonuje oddział dowodzony przez gen. Władysława Andersa. Niedaleko, pod Starym Samborem, gen. Anders zostaje dwukrotnie ranny i wzięty do niewoli (29 września).
Okres pierwszej okupacji sowieckiej to życie w strachu przed aresztowaniem i śmiercią. Antypolskie nastawienie Rosjan, denuncjacje polskich patriotów przez Żydów i nacjonalistów Ukraińskich oraz przymusowe wcielenia do Armii Radzieckiej (mężczyźni urodzeni w latach 1918 – 1921) potęgowały niepokój i niepewność jutra. Po 2 czerwca 1941 roku (atak Niemiec na ZSRR) wojska Wermachtu po raz kolejny przechodzą przez Pnikut. W okresie okupacji niemieckiej na terenie wsi odbudowuje się konspiracyjny ruch oporu.
W Pnikucie oprócz Niemców działała również Granatowa Policja rekrutowana głównie ze współpracujących z okupantem Ukraińców z Buchowic. W tym okresie Niemcy tolerowali działalność UPA i innych ukraińskich ruchów nacjonalistycznych. Polacy organizują samoobronę, która chroniła także inne wsie. W walkach z nacjonalistami ukraińskimi z OUN - UPA zginęło 18 Polaków. Budowane są miejsca ukrycia (zamaskowane schrony), a mężczyźni uzbrojeni w widły i kosy, ale również w broń palną informowani są o zagrożeniu biciem kościelnych dzwonów.
Na przełomie 1943 i 1944 roku do Pnikuta przybywają oddziały Armii Krajowej, które początkowo ukrywają się u mieszkańców a następnie w podpnikuckim lesie. Wielu mieszkańców przyłącza się do partyzantów, praktycznie cała wieś zaopatruje ich w żywność. W obawie przed kontrolą wiezione na wozie jedzenie ukrywano w sianie a woźnicami byli młodzi chłopcy, dzieci by nie wzbudzać podejrzeń. Okres ten to czas względnego spokoju ze strony banderowców, którzy obawiali się polskich partyzantów.
Podczas II Wojny Światowej zginęło ponad 40 mieszkańców wsi, 27 zostało aresztowanych przez Gestapo, a 86 wywieziono na roboty do Niemiec z których większość wróciła po wojnie do rodzinnych domów. Pnikuczanie walczyli pod Monte Cassino i w wielu innych bitwach pod dowództwem między innymi gen. Andersa. Wielu powołano w szeregi Ludowego Wojska Polskiego do I i II Armii.

### Okres powojenny
Po II Wojnie Światowej, Pnikut na mocy ustaleń w Jałcie znalazł się w granicach Związku Radzieckiego. Wielu wierzyło, że to okres przejściowy i wkrótce wszystko wróci do stanu sprzed wojny. I fala repatriacji to lata 1945 – 1947. Polacy jechali w nieznane, zostawiając wszystko, co było dla nich cenne i ważne.
Bardzo długo Pnikut opierał się kolektywizacji i prawdopodobnie był ostatnią wsią w okręgu, jaka przystąpiła do kołchozu.
W latach 1956 – 1958 miała miejsce druga fala repatriacji. Ludzie stracili nadzieję, że Pnikut wróci w granice Polski. Ogółem po wojnie wyjechało z Pnikuta 420 polskich rodzin, a ponad 90 rodzin zostało.
Gdy w 1945 roku wieloletni proboszcz ks. Tomasz Szurek musiał opuścić parafię, na jego miejsce przybył ks. Jerzy Ablewicz. Po jego wyjeździe w 1946 roku władze nie wydały zezwolenia na pracę innego kapłana w Pnikuckiej parafii. Mieszkańcy jednak nigdy nie oddali kluczy od kościoła i choć wieś obciążono wysokimi podatkami, świątynia pozostała w dyspozycji parafian. Po wieloletnich zabiegach ze strony mieszkańców, dopiero w 1987 roku władza oficjalnie zezwoliła na odprawianie nabożeństw w kościele. Był to pierwszy taki przypadek w całym ZSRR.
O ile krótko po wojnie zdarzały się rozboje i napady rabunkowe, zarówno banderowców jak i zwykłych bandytów, o tyle lata późniejsze to okres stosunkowo spokojnej koegzystencji Polaków i Ukraińców, których było we wsi coraz więcej.
W 1986 roku, pomiędzy 19 a 21 września miał miejsce Pierwszy Zjazd Pnikuczan, a w 1991 roku powstał we wsi Oddział Towarzystwa Kultury Polskiej Ziemi Lwowskiej.
Po rozpadzie ZSRR Pnikut jest częścią Ukrainy. Dnia 9 sierpnia 2009 roku obchodzono uroczyście 650 lecie powstania miejscowości. 

## Urodzeni w Pnikucie
- Stanisław Żółkiewicz – polski polityk, wicewojewoda przemyski, działacz kresowy[17].
- Jan Miśniak – polski wojskowy, porucznik piechoty Wojska Polskiego, ofiara KL Mauthausen-Gusen[18].